# Dysphania bicolor
Dysphania bicolor là một loài bướm đêm trong họ Geometridae.